# Réserve de biosphère de Repetek
La réserve de biosphère de Repetek (Repetek goraghanasy) est une réserve naturelle désertique (zapovednik) située dans la province de Lebap au Turkménistan. Elle a été créée dès 1912 par la Société russe de géographie. Il s'agit d'une zone importante pour la conservation des oiseaux et le site est candidate à l'inscription sur la liste du patrimoine mondial de l'UNESCO.

## Géographie
Le paysage de la réserve est aride avec de nombreuses dunes de sable allant de 15 à 20 m de haut et de 8 à 10 m de longueur. Le saxaoul noir (Haloxylon ammodendron), rare dans la plupart de l'Asie centrale couvre 4,5 % du territoire de la réserve. 21 espèces d'arbres, 8 de champignons, 1 de mousse, 68 d'algues de sol et 197 de fungi ont été recensés à Repetek.

## Histoire
Une station scientifique a été installée à Repetek dès 1912 par décision de la Société russe de géographie. La réserve fut établie en 1928 sur la base de cette station. Pendant la période soviétique, la réserve appartenait à l'Institut des désert de l'Académie des sciences de la République socialiste soviétique du Turkménistan. La liste des publications scientifiques concernant la station dans le désert de Repetek et sa réserve de biosphère entre 1982 et 1991 compte 250 articles (30 % sur la structure du paysage et la géographie, 20 % sur la botanique et 50 % sur la zoologie).
L'Institut des déserts, de la flore et de la faune de l'Académie des sciences du Turkménistan a été créé en 1962 pour étudier des moyens de revendiquer des terres désertiques pour usage économique dans la réserve

## Conservation
La réserve de biosphère de Repetek fait partie d'une zone importante pour la conservation des oiseaux (ZICO) et, depuis 1979 est sous surveillance de l'UNESCO tout en restant administrée par le Ministère de la protection de la nature du Turkménistan. Le site est candidat pour l'inscription au patrimoine mondial depuis 2009.
La réserve abrite un assemblage presque complet des espèces d'oiseaux typiques du désert du Karakoum et une population de gazelles à goitre, espèce classée « Vulnérable » sur la liste rouge de l'UICN.